# اگر رفیق شفیقی درست‌پیمان باش
غزلی با مطلع «اگر رفیق شفیقی درست پیمان باش»، غزل شمارهٔ ۲۷۳ از دیوانِ حافظ در تصحیحِ محمد قزوینی و قاسم غنی است.

## در دیگر آثار هنری
در نسخهٔ کتابخانهٔ رضا در هند که کتابت‌شده در خراسان و به‌تاریخ ه‍.ق/۱۵۷۵ م و مصورشده به‌تاریخ اواخر سدهٔ ۱۰ و اوایل سدهٔ ۱۱ ه‍.ق (دورهٔ اکبر) نیز نگاره‌ای بر مبنای این غزل با عنوان نگارهٔ گرمابه موجود است.